# プラマイウォーズ
『プラマイウォーズ』は、ASa Projectより2015年4月24日に発売されたアダルトゲーム。2016年8月25日にエンターグラムよりPlayStation Vita版『プラマイウォーズV』が発売された。

## あらすじ
（出典：）
厳格な父親から「清く・正しく・美しく」をモットーに厳しく教育された喜多千早とその姉妹の境子・メイであったが、ひょんなことから両親の同僚である神宮家と共同生活を送ることとなる。だが、神宮家は喜多家とは正反対の品性下劣な人たちばかりであった。こうして、品行方正と品性下劣な家族が織りなす波乱万丈のシェアハウスライフが幕を開けるのであった。

## 登場人物
（出典：）
※声はPC版 / PS Vita版

### 喜多家
父清十郎が厳格な性格であるため品行方正な家族。
喜多 千早（きた ちはや）
本作の主人公。
喜多 境子（きた きょうこ）
声 - 春河あかり / （同左）
身長：163cm　B78/W59/H81　誕生日：5月24日
喜多家長女、千早の双子の姉。重度のブラコンであり、千早のことは「ちーくん」と呼んでいる。
喜多 メイ（きた メイ）
声 - 八幡七味 / 宮田華成
身長：147cm　B85/W58/H82　誕生日：8月4日
千早の妹。自己主張することが少なく、常に無表情だが、稀にお茶目な一面を見せる。自分のことを「ボク」と呼んでいる。
喜多 たかし（きた たかし）
声 - 汐見アキラ / 井ノ上奈々
身長：156cm　誕生日：9月3日
喜多家の末っ子、千早の弟。素直で誠実な性格をしている。
喜多 清十郎（きた せいじゅうろう）
声 - 子太明 / 藤原啓治
喜多家父。己に厳しく生きてきた人物であり、「清く・正しく・美しく」をモットーに子供達を厳しく教育している。
喜多 志保（きた しほ）
声 - 羽鳥いち / 竹内仁美
喜多家母。元アイドルであり、常にキャピキャピしている。

### 神宮家
品性下劣な家族。
神宮 巴（じんぐう ともえ）
声 - 桃山いおん / 長妻樹里
身長：167cm　B92/W64/H89　誕生日：4月10日
神宮家長女。表向きはお淑やかな大和撫子系美人であるが、本性は金や権力に汚い強欲な人物である。
神宮 藍咲（じんぐう あいさ）
声 - 三代眞子 / 米澤円
身長：155cm　B88/W61/H84　誕生日：7月6日
神宮家次女。ポジティブな性格であるが、後先考えずに行動するため、トラブルが多い。不真面目でだらしなく、下品なギャグもぽんぽん言える「おっさん」のような性格であり、お風呂あがりは全裸で過ごすほどである。
神宮 実乃璃（じんぐう みのり）
声 - 遠野そよぎ / 岡嶋妙
身長：151cm　B80/W58/H82　誕生日：7月30日
神宮家三女。口が悪く、人付き合いが苦手であり、喜多家との同居以前は引きこもり生活を送っていた。ゲームが得意であり、様々なジャンルのゲームを網羅している。ファッションセンスが非常に悪く、自身もそれを気にしている。
神宮 哲（じんぐう てつ）
声 - 木下桃吉郎 / 山口勝平
神宮家父。変人であり、女性にだらしない。
神宮 夏瑠（じんぐう なる）
声 - 奏雨 / 尾崎真実
神宮家母。元不良の番長であり、酒とギャンブルが大好きである。色々な方言が混ざった独特な喋り方をする。

### その他
水無月 時野（みなづき ときの）
声 - 北見六花 / 小野涼子
身長：160cm　誕生日：1月1日
千早や境子のクラスメイト。お金持ちであり、何でも金で解決しようとする。
予約特典のエピソード追加パッチ「正しいお金の使い方」を適用することで攻略できるようになる。
水無月 未菜（みなづき みな）
声 - （未登場） / 洲崎綾
PS Vita版の追加ヒロインで時野の妹にあたる。

## 制作
声優の洲崎綾は自身の演じたヒロインキャラクターの水無月未菜について、はっきりしない性格で納得して演じられるまでに時間を要したが、関心のある対象を見つけると積極的になる性分に着目して声を当てたと、エンターグラムが公開したインタビュー内で明かしている。とりわけギャグシーンではキャラクターの好感度を下げないために台詞の強弱などに配慮がなされた。

## 主題歌
（出典：）
- OP「Sweety wars♡」
  - 歌：新田恵海[6]
  - 作詞・作曲：rian
  - 編曲：山下航生
- ED「カラフル」
  - 歌：Manaca
  - 作詞・作曲：rian
  - 編曲：山下航生